# Ruisseau d'Aygo-Pesado
Le ruisseau d'Aygo-Pesado est une rivière du sud de la France affluent du Sor sous-affluent de l'Agout du Tarn et de la Garonne.

## Géographie
De 12,2 km de longueur, le ruisseau d'Aygo-Pesado prend sa source sur la commune de Sorèze, dans le Tarn et se jette dans le Sor en rive droite sur la commune de Lescout.

## Départements et villes traversées
- Tarn : Sorèze, Blan
- Haute-Garonne : Revel.

## Principaux affluents
- Ruisseau du Lézérou, 5,2 km